# Kämmling
Als  Kämmling  wird der Abgang in der Kämmerei bzw. Kammgarnspinnerei bezeichnet. Es handelt sich vor allem um kurze Fasern, Noppen, Nissen oder Vegetabilien. Sie werden aus Gründen der Qualitätsverbesserung ausgekämmt. Wichtige Kämmlingssorten sind Baumwollkämmlinge und Wollkämmlinge. Meist werden die Baumwollkämmlinge z. B. in der Rotorspinnerei weiterverwendet.